# Kenny Olsson
Kenny Olsson (ur. 3 czerwca 1977 w Sztokholmie, zm. 8 czerwca 2007 w Norrköping) – szwedzki żużlowiec.
Miał groźny wypadek na torze żużlowym w Szwecji podczas meczu drugoligowych drużyn Vargarna Norrkǒping i Valsarna Hagfors. Po pierwszym wirażu prowadził, lecz na pierwszej prostej przy pełnej szybkości został zepchnięty na bandę przez dwóch żużlowców Valsarny. Według świadków Olsson uderzył kilkakrotnie w konstrukcję bandy, a później przekoziołkował z motocyklem i leżąc już na torze przestał się ruszać. U Olssona wystąpił krwotok wewnętrzny. Stwierdzono także uszkodzenie mózgu. Ojciec żużlowca zdecydował się odłączyć go od respiratora.
Jego największym sukcesem był awans do finału indywidualnych mistrzostw świata juniorów w roku 1998 w Pile, gdzie zajął trzynaste miejsce.
W latach 1994–1998 był czołowym szwedzkim juniorem. W finałach mistrzostw Szwecji w kategorii juniorskiej regularnie zajmował miejsca w pierwszej ósemce, najlepszy wynik osiągając w 1994 r. w Eskilstunie, gdzie zajął piąte miejsce.

## Starty w lidze
Liga szwedzka
- Gamarna Sztokholm (1994)
- Smederna Eskilstuna (1995–1995)
- Vastervik Speedway (1997–1998)
- Bysarna Visby (1999)
- Smederna Eskilstuna (2000–2004)
- Bajen Speedway Sztokholm (2005–2006)
- Vargarna Norrkǒping (2007)

Liga fińska
- Kettioepiste Kuusankoski

Liga brytyjska
- Trelawny Tigers (2001)
- Glasgow Tigers (2002)

## Osiągnięcia
| Osiągnięcia:                        | Osiągnięcia: | Najwyższe miejsce: 12. miejsce w finale (1998) | Najwyższe miejsce: 12. miejsce w finale (1998) | Najwyższe miejsce: 12. miejsce w finale (1998) | Najwyższe miejsce: 12. miejsce w finale (1998) |
| Sezon                               | Miasto       | Msc                                            | Pkt                                            | Biegi                                          | Uwagi                                          |
| ↓ W barwach reprezentacji Szwecji ↓ |              |                                                |                                                |                                                |                                                |
| 1998                                | Piła         | 12                                             | 3                                              | (2,1,0,0,0)                                    |                                                |